# Панчишине
Панчи́шине — село в Україні, у Гайсинському районі Вінницької області. Населення становить 15 осіб.
Оскільки село маленьке, транспорт у нього не ходить, але можна скористатися поїздом Вінниця—Гайворон (зупинка Антонівка за 2 км).

## Географія
У селі бере початок Безіменна річка, права притока Мочулки.

## Історія
12 червня 2020 року, відповідно розпорядження Кабінету Міністрів України № 707-р «Про визначення адміністративних центрів та затвердження територій територіальних громад Вінницької області», село увійшло до складу Тростянецької селищної громади.
17 липня 2020 року, в результаті адміністративно-територіальної реформи і ліквідації Тростянецького району, село увійшло до складу Гайсинського району.